# Germeriusz
Germeriusz – imię męskie pochodzenia germańskiego w zlatynizowanej formie, składające się z członów gern- ("włócznia") i -mer (lub -mar; "sławny"). Patronem tego imienia jest św. Germeriusz, biskup Tuluzy.
Germeriusz imieniny obchodzi 16 maja.
Zob. też:
- Saint-Germier (Tarn)